# Hermandad de la Humildad y Paciencia (Puerto de Santa María)
La Hermandad de Barrabás y Martillo cuyo nombre oficial y completo es Real Muy Antigua y Fervorosa Hermandad del Santísimo Cristo de la Humildad y Paciencia y Nuestra Señora del Desconsuelo, San Juan Evangelista y San Pedro Apóstol en sus Tres Negaciones es una hermandad religiosa o cofradía con sede en la Capilla de Nuestra Señora del Rosario de la Aurora, en la ciudad de El Puerto de Santa María (España). Realiza una procesión durante la Semana Santa de El Puerto de Santa María, en la tarde del Jueves Santo.

## Historia[1]
Fundada en el año 1610 en el Monasterio de Santa María de la Victoria de los PP. Mínimos. En el año 1620 se le concede una capilla propia en dicho templo. A causa de la desamortización pasó al Convento de San Agustín en el año 1860. En 1868 la hermandad tuvo que abandonar el convento de los padres agustinospor la expropiación del mismo. Al año siguiente se instala en la capilla de Nuestra Señora del Rosario de la Aurora. Durante esta etapa, la cofradía sacaba cuatro pasos: San Pedro, Nuestro Padre Jesús de la Humildad, San Juan y Ntra. Sra. del Desconsuelo. Tras varios años sin realizar el desfile procesional, en el 1897 vuelve a realizar la estación de penitencia incluyendo una centuria romana de cornetas y tambores. En 1902, fue nombrado hermano Mayor honorífico, a su majestad el rey D. Alfonso XIII. En 1927, debido al estado de derrumbe de dicha capilla, decide la cofradía trasladarse a la Iglesia Mayor Prioral. En 1947, deja de procesionar la banda de la centuria. En el año de 1969 vuelve a la capilla de la Aurora, donde reside actualmente. En 2010 se cumplieron los 400 años de su fundación, con una salida extraordinaria, con ambos pasos, con la peculiaridad de que el Santísimo Cristo de la Humildad y Paciencia, procesionaba sin imágenes secundarias en su paso. En la tarde-noche del 18 de diciembre de 2014, la Hermandad decide trasladar sus imágenes titulares al Convento de las Hermanas del Espíritu Santo, por el estado ruinoso de la Capilla de la Aurora.

## Escudo
El Escudo de la Hermandad y Cofradía, estará compuesto en el centro del mismo por un martillo y tres clavos, rodeado por un rosario coronado con el símbolo mariano. Todo ello inscrito dentro de una corona de espinas y una corona real en la parte superior del mismo.

## Imágenes
- Santísimo Cristo de la Humildad y Paciencia: La imagen es de talla completa, aparece Jesús de Nazaret, sentado sobre un peñasco solo con el paño de pureza, su cabeza descansa sobre la mano derecha, cuyo brazo apoya en el muslo y espalda, llena de latigazos y hematomas, su autoría desconocida, se fecha que puede datar del último cuarto del siglo XVII, dentro del barroquismo pleno de la escuela sevillana de imaginería, fue restaurado por D. Enrique Ortega Ortega en 1995.

Completan el misterio que acompañan al Señor: El preso "Barrabás" arrodillado preparando la cruz, el sayón "Marquillo" en posición arrodillada soporta en las manos un martillo, soldado romano erguido portando una lanza contempla monta guardia, al igual que otro romano erguido que sujeta un pergamino con la sentencia de cristo, todas ellas tallas completas para vestir del taller de D. Antonio Castillo Lastrucci.
- Nuestra Señora del Desconsuelo: Imagen de dolorosa de candelero para vestir, La cabeza está realizada en barro cocido obra atribuida a Dña. Luisa Ignacia Roldán "La Roldana" de a finales del siglo XVII Y principios del siglo XVIII. Además de con esta advocación, la titular mariana de la cofradía recibió culto en otros tiempos como Ntra. Sra. del Buen Viaje.

## Cortejo procesional

### Pasos procesionales

#### Primer Paso
Representa los momentos previos a la crucifixión de Jesús.
- Paso de Misterio: Tallado en madera de estilo barroco estrenado en carpintería (2006), con seis candelabros de guardabrisas, en proceso de ejecución tallado por el sevillano D. Juan Mayorga (2007-2013) y continuado por los hermanos Caballero (2016-17). Dorado Hermanos Caballero (2021-...). Faldones en terciopelo burdeos.

- Medidas parihuela: Calza 32 costaleros.

- Acompañamiento musical: Banda De Cornetas y Tambores Monte Calvario de Martos (Jaén).

#### Segundo Paso
Nuestra Señora del Desconsuelo bajo palio.
- Paso de Palio: Techo de Palio (2000) de terciopelo color morado, bambalinas (2000-2002) en terciopelo morado bordadas en tisú y en hilo de oro por hermanas de la cofradía, manto en terciopelo liso morado (2000) y faldones (2009) en mismo color que todo el conjunto bordado por los propios hermanos. La orfebrería del paso de palio consiste en los respiraderos y los varales (1969), por el orfebre D. Ángel Gabella, candelería (2009) y candelabros de colas (2018) por Orfebrería Andaluza.

- Medidas: Calza 28 costaleros.

- Acompañamiento musical: Banda de música de Ronda (desde 2021).

### Hábito nazareno

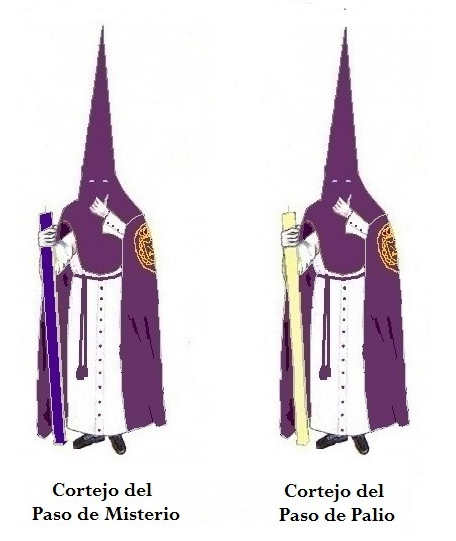
Hábito Nazareno de la Hdad. Humildad y Paciencia

Los nazarenos visten túnica en tela de sarga color blanca, antifaz, capa, botonadura y cíngulo en color morado en tela de sarga, llevan guantes blancos y zapatos de color negro o zapatillas de esparto negras. En el hombro izquierdo el escudo de la hermandad. Los Manigueteros y el guion, visten el antifaz sin capirote.

### Lugares de interés en el recorrido
Cabe destacar el paso por la calle Zarza así como la Plaza de Abastos y la Placilla.

## Marchas dedicadas:[2]

### Agrupación Musical
- Rosario de la Aurora (1995) de D. Diego Cristo Álvarez.
- Al señor de la Aurora (2009) de D. Francisco David Barroso Álvarez.
- Al rey de la Aurora (2015) de D. Moisés Pérez Letrán.

### Banda de Música
- De la Rampa a la Aurora (década de 1980) de D. Antonio Andújar de la Rosa.
- En su Humilde Desconsuelo (2008) de D. Abraham Padilla Consuegra.
- Desconsuelo de la Aurora de D. Carlos Delgado Godino.
- Salve reina del Desconsuelo (2013) de D. Diego Cristo Álvarez